# Stuart Duncan
Stuart Duncan (ur. 14 kwietnia 1964) – amerykański muzyk studyjny, skrzypek bluegrass, gra także na mandolinie, gitarze i banjo.